# IC 2000
IC 2000 — галактика типу SBc у сузір'ї Годинник.
Цей об'єкт міститься в оригінальній редакції індексного каталогу.